# Thomas Bachem

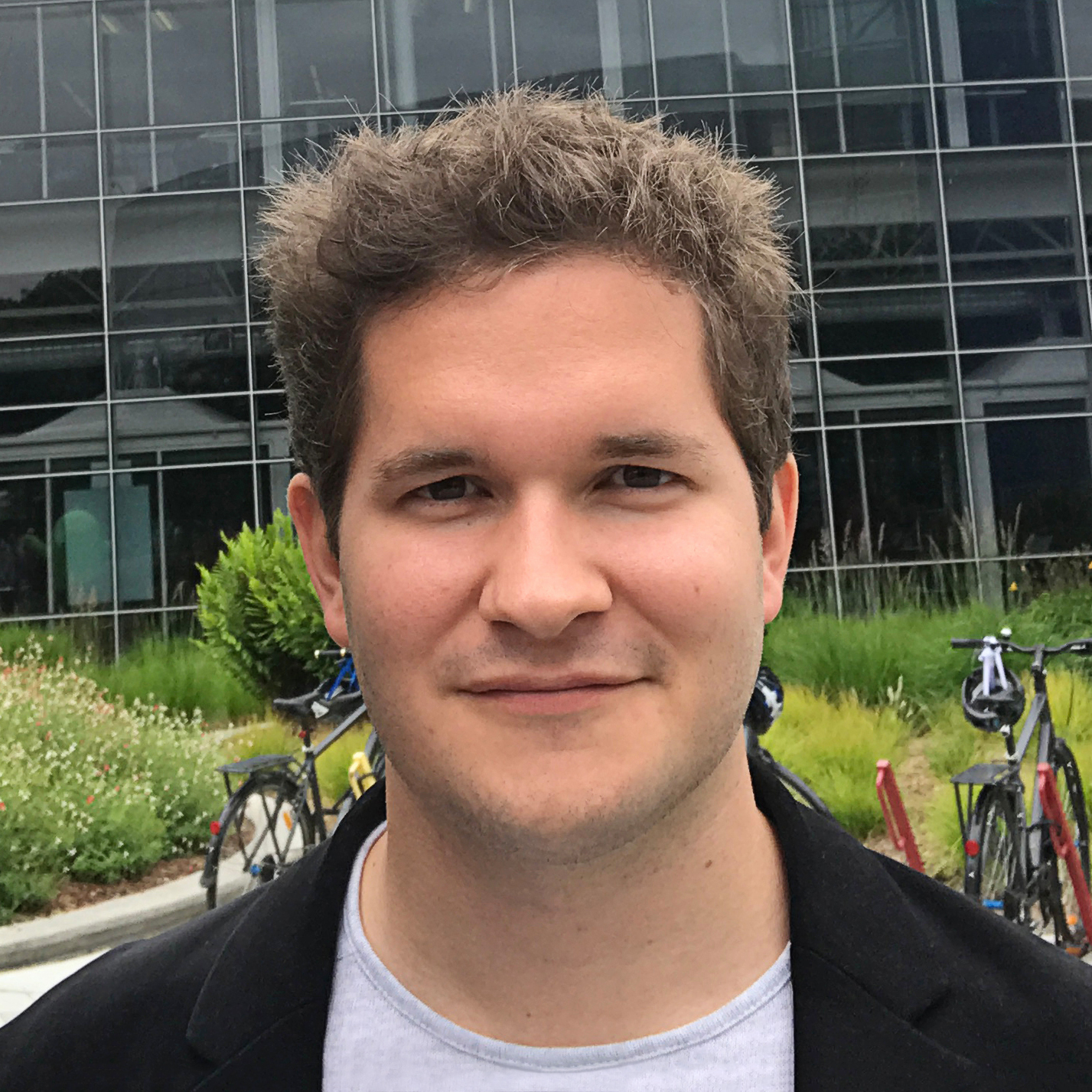
Thomas Bachem am 18. Mai 2017 auf dem Googleplex in Mountain View

Thomas Bachem (* 14. November 1985 in Bergisch Gladbach) ist ein deutscher Unternehmer, Softwareentwickler und Risikokapitalgeber. Er ist Gründer und Kanzler der CODE University of Applied Sciences in Berlin.

## Werdegang
Bachem wuchs in Köln auf und brachte sich im Alter von 12 Jahren das Programmieren bei. Als Jugendlicher betrieb er ein Online-Portal für Softwareentwicklung und entwickelte Webseiten für Unternehmenskunden.
Parallel zu seinem Studium an der Cologne Business School entwickelte er im Jahr 2005 das Videoportal sevenload, das noch während seiner Studienzeit mehr als 25 Millionen Euro an Risikokapital einwarb und 2010 an Hubert Burda Media verkauft wurde. Unmittelbar danach gründete er das Unternehmen United Prototype, welches das Social Game Fliplife entwickelte und im Jahr 2012 vom Kölner Spieleportalbetreiber Kaisergames übernommen wurde. In seiner Freizeit entwickelte Bachem den Online-Lebenslauf-Editor Lebenslauf.com, den er 2014 an die börsennotierte XING AG veräußerte.
Im Jahr 2016 gründete Bachem die CODE University of Applied Sciences in Berlin, da ihm die bestehenden Informatik-Studiengänge als autodidaktischem Softwareentwickler bereits bei seiner eigenen Studienwahl zu theorielastig erschienen. Die private Hochschule für Softwareentwickler erhielt im Juli 2017 die staatliche Anerkennung durch das Land Berlin und nahm im Oktober 2017 den Studienbetrieb auf. Bachem verantwortet die wirtschaftliche Leitung und ist jüngster Hochschulkanzler Deutschlands.
Neben seinen eigenen Gründungsaktivitäten unterstützt Bachem junge Start-up-Unternehmen als Business Angel, wie zum Beispiel durch den Risikokapitalgeber Cavalry Ventures, dem auch weitere Tech- und Businessexperten angehören wie Nico Rosberg, Doodle-Gründer Myke Näf, Berater Tilo Bonow und Constanze Buchheim.

## Ehrenamt
Im Herbst 2012 rief Bachem gemeinsam mit anderen Internet-Unternehmern den Bundesverband Deutsche Startups als politisches Sprachrohr der Startups in Deutschland ins Leben. Seit Gründung gehörte er dem Vorstand des Verbandes als stellvertretender Vorsitzender an, im Dezember 2019 wechselte er das Amt und wurde zum Vorsitzenden des Kuratoriums ernannt.
Als Mitinitiator und Vorstand der Code+Design Initiative sowie Beirat bei Startup Teens fördert Bachem gemeinnützige Jugendinitiativen für digitale Skills und Unternehmertum.
Bachem ist zudem Mitglied im Senat der Deutschen Akademie der Technikwissenschaften, Kuratoriumsmitglied im Fraunhofer-Institut für System- und Innovationsforschung, Mitglied im Digitalrat der Bundesvereinigung der Deutschen Arbeitgeberverbände und Teil des Boards des Kompetenzzentrums Kreativwirtschaft NRW.

## Auszeichnungen
Die Wirtschafts- und Finanzzeitung Handelsblatt zeichnete Bachem als „Gründer des Jahres 2017“ aus. Das Magazin Capital würdigte ihn im selben Jahr als „Junge Elite – Top 40 unter 40“ in der Kategorie Gesellschaft und Wissenschaft. Im Dezember 2017 nannte das Wirtschaftsmagazin Business Punk ihn als einen von „100 Rising Stars“ in der „Watchlist 2018“. Im August 2019 wurde er mit dem TR35-Nachwuchspreis der deutschen Ausgabe des Magazins MIT Technology Review als einer von zehn „Innovatoren unter 35“ sowie als „Social Innovator of the Year“ ausgezeichnet.
Zuvor wurde Bachem bereits im Jahr 2010 vom Wirtschaftsmagazin WirtschaftsWoche als „berühmter deutscher Gründer“ und im Jahr 2014 als einer von Deutschlands 25 „notorischen Neumachern – Deutschlands Pioniere“ genannt.
Die Mitgliederversammlung des Bundesverband Deutsche Startups würdigte ihn im Dezember 2019 für seine langjährige Unterstützung und außergewöhnliche Leistung für das deutsche Startup-Ökosystem als Ehrenmitglied.
Die von ihm gegründete Hochschule wurde im Jahr 2019 mit dem „Deutschen Exzellenz-Preis“ sowie als „Ausgezeichneter Ort im Land der Ideen“ ausgezeichnet.

## Podcasts und Interviews (Auszug)
- Felix Schubert, Jenny Dreier: Thomas Bachem: Wie baust Du die Hochschule der Zukunft?. tabula rasa – Der Podcast zur Zukunft der Bildung. 20. November 2019.
- Interview #47 – Thomas Bachem (Code). deutsche-startups.de. 7. Juli 2022.